# Вандальская война (461—468)
Вандальская война (461—468) — военный конфликт Западной и Восточной римских империй с вандалами в западном Средиземноморье. 

## Причины войны
После войны 439–442 годов северная Африка в значительной степени попала в руки вандалов. Формально они были федератами римлян, но фактически управляли этой частью империи по своему усмотрению. Вандалы контролировали часть средиземноморского флота и занимались пиратством. У Западной Римской империи не было достаточных сил, чтобы противостоять этому.
В 455 году король вандалов Гейзерих вторгся со своим флотом в Италию и разграбил Рим. В 459 году император Майориана начал собирать войска в Лигурии для похода в Африку. Римский флот перешёл из Галлии в Портус Иллиситанус (около совр. Эльче), где стал ожидать подхода сухопутных войск. Гейзерих, опасаясь римского вторжения, попытался заключить мир с Майорианом, но тот отверг это. Тогда предатели, нанятые Гейзерихом, 13 мая 460 года подожгли римский флот. Майориан отменил наступление на вандалов и был вынужден распустить собранную большую армию. После его отстранения от власти и убийства новым императором стал Либий Север (461-465), выдвинутый Рицимером, германским вождём на службе империи. Избрание Либия Севера стало для вандалов причиной для разрыва мирного договора с римлянами.

## Ход войны
Вандалы начали войну, и в конце 461 года военно-морской флот Гейзериха захватил острова Корсика, Сардиния, Мальта и Балеарские острова у римлян и совершил набег на материковую Италию и Грецию. Рицимер, фактический правитель Западной Римской империи, враждовавший с военачальником Марцеллином, гуннский контингент которого оборонял Сицилию, подкупил гуннов, которые оставили службу у Марцеллина и присоединились к нему. Лишившись большей части своих войск, Марцеллин отступил в Далмацию под покровительство Льва I, императора Восточной Римской империи, после чего в 462 году вандалы заняли и аннексировали мавританские провинции и опустошили Сицилию.
Попытка примирения при посредничестве представителей Льва натолкнулась на непримиримость Гейзериха, претендовавшего на Италию. Во исполнение этих притязаний Гейзерих возглавил большой поход против Италии и Сицилии, опустошая сельские районы и незащищенные города. Так как Рицимер не хотел бороться против вандалов, в 464 или 465 году по приказу Льва I Марцеллин вернулся на Сицилию, чтобы защитить остров от противника.
Император Либий Север умер 15 августа 465 года. Кандидатура Олибрия, родственника Гейзериха, была отклонена — год и восемь месяцев в западной империи не было императора.
В 467 году, когда под угрозой оказались не только Италия и Сицилия, но и торговля всего Средиземноморья, Лев I решил непосредственно вмешаться в войну. 12 апреля 467 года, благодаря договору Льва с Рицимиром, новым императором стал Антемий, военачальник восточной армии. Антемий в сопровождении Марцеллина прибыл с войсками в Италию.
После его восшествия на престол была подготовлена масштабная кампания против вандалов, которую должен был провести восточноримский флот месте с сухопутными войсками под общим командованием зятя императора Льва, Василиска. Антемий назначил Марцеллина, также в противовес Рицимеру, главнокомандующим западноримских войск, участвовавших в кампании. Был собран значительный флот, предположительно состоявший из 1113 кораблей, для перевозки армии в 100 000 человек.
В 468 году Марцеллин без особых трудностей отвоевал Сардинию, другой командующий, Ираклий, встретил небольшое сопротивление со стороны вандалов в Триполитании, и оба двинулись на контакт с войсками Василиска. Согласно Прокопию Кессарийскому, флот Василиска рассеял флот вандалов около Сицилии, но Василиск не воспользовался преимуществом и оставил свой флот у мыса Меркурия (совр. мыс Бон), стратегическом месте в 60 км от Карфагена. Гейзерих предложил пятидневное перемирие, собрал флот и, используя несколько брандеров, при попутном ветре атаковал римский флот, уничтожив его половину. Василиск бежал с остальной частью флота на Сицилию, чтобы объединиться с войсками Марцеллина и продолжить борьбу. Но Марцеллин был убит, возможно, по приказу Рицимера. Ираклий, который еще не достиг Карфагена, отступил, а Василиск вернулся в Константинополь с половиной своего флота. Это поражение положило конец активной фазе войны.

## Результаты
Через два года Гейзерих возобновил свои нападения на Италию, поэтому Рицимер пришел к соглашению с ним, сделав зятя его сына, Олибрия, императором. Гейзерих не заключал мира с Восточной Римской империей до 476 года. Он заключил договор с новым императором Зеноном под названием Вечный мир. Договор довольно добросовестно соблюдался обеими сторонами при его преемниках.